# Марково кале (Горица)
Марково кале је највиши врх на Горици, последњем огранку планине Селичевице, јужно од Ниша.
Током Српско-турског рата 1877—1878, Марково кале су заузеле српске јединице Шумадијског корпуса 7. јануара 1878. године. Сутрадан је са њега тучен Ниш (Нишка тврђава) и Ђурлински висови из 32 топа, а већ 11. јануара град је ослобођен.